# Ciherang (Pasawahan)
Ciherang is een bestuurslaag in het regentschap Purwakarta van de provincie West-Java, Indonesië. Ciherang telt 3562 inwoners (volkstelling 2010).